# El fantasma y la señora Muir (serie de televisión)
El fantasma y la señora Muir (originalmente titulada en inglés The Ghost and Mrs. Muir) es una serie de televisión  de culto estadounidense, en color, emitida por primera vez en Estados Unidos entre 1968 y 1970 en la cadena NBC. Producida por 20th Century Fox Television la serie fue inicialmente dirigida por Gene Reynolds. En España e Hispanoamérica la serie empezó su emisión al poco tiempo de haber empezado en Estados Unidos. En países como Alemania, Italia o Francia, la emisión empezó en 1987.
El fantasma y la señora Muir alcanzó los 50 capítulos, que contaron con la participación de los actores Edward Mulhare como el capitán Daniel Gregg y Hope Lange como la viuda Carolyn Muir, y constituía una secuela de la película de cine homónima, de 1947, dirigida por Joseph L. Mankiewicz.

## Trama
A principios del siglo XX, una joven y hermosa viuda, Carolyn  Muir, decide mudarse a una hermosa y antigua casona junto al mar de la que corre el rumor de que está habitada por el espíritu fantasmal de un antiguo capitán de barco ya fallecido llamado capitán Gregg. 
El fantasma (de personalidad muy emocional) al principio intenta que la huésped se asuste y se vaya de su casa;  pero al no conseguirlo, se devela ante ella, discuten, reyertan, pero a pesar de sus personalidades disímiles, el colérico fantasma va cediendo ante el encanto de la viuda y  se van haciendo estrechamente  amigos pese a sus diferencias de opinión. Solo Carolyn y más adelante los niños y su primo Claymore Gregg pueden ver e interactuar con el fantasma, otros visitantes no pueden hacerlo.
Por otra parte, el novio de la joven viuda irrumpe en esa extraña relación y el fantasma la abandona sin decirle nada para que pueda seguir una nueva y verdadera vida en el mundo de los mortales; Carolyn  se entera de que el novio ya estaba casado y se queda soltera hasta su vejez; Carolyn  al morir, en la escena más romántica de todas, es recogida por el capitán Gregg, quien extiende sus brazos para acompañarla hasta la otra vida.

## Trivialidades
En los capítulos aparecieron actores invitados tales como  Bill Bixby,   Shelley Fabares,   Jack Gilford,   John Copage,  Linda Sue Risk,   Jonathan Harris,   Richard Dreyfuss,  y  Charles Nelson Reilly.

## Nombres
- "The Ghost & Mrs. Muir" Estados Unidos (título original)
- "Der Geist und Mrs. Muir"- Alemania Occidental
- "El fantasma y la señora Muir"- España e Hispanoamérica
- "Kummitus ja rouva Muir" - Finlandia
- "La signora e il fantasma" - Italia
- "Madame et son fantôme" - Francia